# Front Comtois
Front Comtois är en fransk identitär ungdomsrörelse och ett politiskt parti baserat i Franche-Comté. Rörelsen har en antiglobalistisk och regionalistisk agenda och verkar för subsidiaritetsprincipen vad gäller beslutsfattande inom fransk politik. Deras fräna kritik av sionism och utomeuropeisk invandring har föranlett kritik för såväl antisemitism som islamofobi.